# Hexaprotodon namadicus
L'ippopotamo nano indiano (Hexaprotodon namadicus Falconer and Cautley, 1847) è una specie di ippopotamo pigmeo estinto.